# Північний інститут гендеру
Північний Інститут гендеру (NIKK) (норв. Nordisk institutt for kunnskap om kjønn) – раніше Північний інститут з жіночих студій та гендерних досліджень, був транснаціональним ресурсним та інформаційним центром для гендерних досліджень та гендерної рівності в країнах Північної Європи. Він був заснований Радою міністрів Північних країн у 1995 році та закритий у 2011 році.
Інститут спрямований на створення мосту між північними дослідженнями гендерних питань та політикою рівності. Він тісно співпрацював з радою міністрів Північних країн та Скандинавським Виконавчим комітетом щодо питань гендерної рівності. Інститут зробив свій вклад в реалізацію програми співпраці Північних країн з питань гендерної рівності: «Гендер в центрі уваги: Робота в напрямку забезпечення рівного суспільства» (2006-2010). Також інститут ініціював дослідницькі проекти з метою забезпечення гендерної рівності, координував дослідження, опитування та продукував наукові звіти.
Інститут розташовувався в університеті Осло в Норвегії. Він складався з координаторів досліджень, дослідників, інформаційних консультантів та адміністративного персоналу – у 2010 році персонал складався з шести співробітників з чотирьох країн Північної Європи.
У 2012 році наступник Північного Інституту Гендеру відкрив свої двері в Гетеборзі, Швеція, під назвою Nordisk information för kunskap om kön (шведська «Нордична інформація для знань про стать»), залишаючи оригінальну абревіатуру незмінною. Міжнародна назва центру – Північна інформація про гендер, хоча скандинавська абревіатура Nordic Information on Gender (NIG) також часто використовується. NIKK наразі залишається Північним кооперативним органом при Раді міністрів Північних країн.

## Реорганізація
У 2011 році Рада міністрів Північних країн вирішила реорганізувати NIKK з Нордичного інституту до Програми Північної співпраці. У 2012 році був оголошений раунд торгів. Програма співпраці полягала в подальшому розвитку інформаційної функції, адмініструванні фінансування Північної Європи з питань забезпечення гендерної рівності, а також у виконанні функції секретаріату проекту. Університет Гетеборга та Шведський секретаріат з гендерних досліджень отримали перемогу на торгах. 
У зв'язку з тим, що абревіатура NIKK створена у скандинавському регіоні, а також асоціюється з інформацією, дослідженнями та знаннями, пов'язаними з гендером та гендерною рівністю, Програма Північної співпраці продовжує використовувати абревіатуру NIKK.

### Вплив документального серіалу Hjernevask
З початку березня до середини квітня 2010 року на каналі NRK1 Норвезької мовленнєвої корпорації виходив телевізійний документальний серіал із семи частин, що називався Hjernevask (з норв. «Промивка мізків»). Він був створений норвезьким документалістом та коміком Гаральдом Ейя, який відзнятим візитом до NIKK, створив поле для дебатів щодо соціальних наук в цілому.
Проте, Норвезька рада з досліджень заперечує, що документальна програма мала вплив на їхнє рішення не поновлювати фінансування норвезької дослідницької програми з гендеру в 2011 році.
Однак, гендерна дослідниця Маріт Аур зазначає, що дискусії, які відбувалися після виходу програми, могли неопосередковано вплинути на рішення Норвезької ради. Вона зазначає, що це могло відбутися через те, що Гендерні дослідження в Норвегії виглядали більш визначеними, ніж це було насправді. Андерс Ханнеборг, що працював у комітеті Норвезької ради з досліджень пояснив, що програма не була поновлена задля того, щоб, навпаки, децентралізувати та посилити гендерні дослідження в Норвегії. Він також заперечив, що телевізійна програма Hjernevask тим чи інакшим чином могла вплинути на рішення ради. За його словами, норвезька дослідницька програма з гендеру отримала фінансування у 2008 році на період чотирьох років, яке закінчилося у 2011 році. Норвезька дослідницька програма, що фінансується Норвезькою дослідницькою радою, не була пов'язана з НІКК, який фінансувався Радою міністрів Північних країн. 
Торд Лін з правої Партії Прогресу звертався до норвезького парламенту з приводу гендерних досліджень. Його критика стосувалась нехтування біологічним у науці, порівняно із соціальною складовою. Міністр досліджень і вищої освіти Тора Аасланд, Соціалістична партія, відкинула ці критичні зауваження, додавши, що мультидисциплінарні гендерні дослідження в Норвегії відзначені позитивно – не телевізійними програмами, а через зовнішні наукові оцінки норвезьких досліджень у цій галузі. 
Норвезька мережа гендерних досліджень у своєму річному звіті 2010 року зазначає про кореляцію між Hjernevask та посиленням обговорення гендерних досліджень.

## Проекти
Північний інститут гендеру, попередник NIKK, працював з 1996 року по 2011 рік. Їх останні проекти:
- Гендер і влада в країнах Північної Європи (2008-2009)

У дослідницькому проекті «Гендер і влада в країнах Північної Європи», міждисциплінарна команда з Північного Інституту Гендеру спланували та аналізували представництво жінок і чоловчіків в політиці і в бізнесі протягом останніх 15 років.
- Гендероване громадянство в мультикультурній Європі: вплив сучасних жіночих рухів (FEMCIT) (2007-2011)

FEMCIT розглядає громадянство, як права та обов'язки, можливість доступу до політики, економічну участь, а також почуття та практики соціальної та культурної приналежності. В дослідженні розглядаються всі ці аспекти громадянства. «Повне» громадянство жінок потребує політики та змін, які стосуються, як перерозподілу благ, так і визнання їх за жінками – перерозподілу матеріальних, економічних та політичних ресурсів, а також культурної та соціальної трансформації гендеру. Громадянство було осмислено та концептуалізовано, як охоплене гендерно-значимими аспектами відносин між індивідами та інституціями національного та європейського управління, які можуть по-різному взаємодіяти з участю жінок та чоловіків в громадянському та політичному житті. Поняття «громадянство» було описано в рамках наступних взаємопов’язаних змінних, в які інтегровані мультикультурні аспекти: політичне громадянство (демократична участь\представництво),  соціальне громадянство (сімейна політика, догляд за дітьми), економічне громадянство (доступ і рівність у працевлаштуванні), етнічне та релігійне громадянство (меншість/більшість фемінізм та расизм, гендерна рівність та релігія), тілесне та сексуальне громадянство (контроль на тілом, що включає в себе репродуктивні права та сексуальність, яка включає в себе сексуальне насильство), інтимне громадянство (нові сімейні утворення, особисте життя)
Метою проекту було представлення та обговорення дослідження з питань проституції та торгівлі людьми для сексуальних цілей у скандинавських країнах та автономних територіях Фарерських островів, Гренландії та Аландських островів. У проекті зібрані дані про масштаби проституції, а також про правове та соціальне трактування цих питань. У звіті також представлені результати кількісних та якісних досліджень щодо ставлення до проституції та торгівлі людьми для сексуальних цілей. Проект складався з одинадцяти північних дослідників з різних дисциплін і з усіх країн Північної Європи.
- Політика багатовимірної дискримінації в північних країнах (2007)

У доповіді описується колишнє та чинне антидискримінаційне законодавство у країнах Північної Європи та розглядаються поточні пропозиції в рамках як законодавства, так і управління щодо нової політики у цій сфері. Звіт також визначає ключові аргументи для перегляду та розглядає відповіді на консультації від різних організацій. NIKK підготував звіт від імені фінського управління Ради міністрів Північних країн.
- Гендерна рівність і якість життя. Норвезька перспектива (2007)

Для того, щоб дізнатися більше про чоловіків, жінок та гендерну рівність, у 2007 році в Норвегії було проведено репрезентативне опитування, яке було більш детальним та вичерпним, ніж попередні дослідження. У доповіді описуються результати опитування – нерівність, суперечливі аспекти рівності та рівність чоловіків та жінок сьогодні. У дослідженні взяли участь 2 805 жінок і чоловіків, які відповіли на анкету з 350 запитань та тверджень щодо гендерної рівності 2007 року. Дослідження було профінансовано Міністерством дітей та рівності Норвегії та проведено NIKK у співпраці з Науково-дослідницьким інститутом праці (WRI). Команду очолював Іштеін Галлваг Холтер, NIKK, а також Хелге Сваре та Кетрін Егеланн, WRI.
- Молодь, гендер і порнографія в скандинавських країнах (2004-2006)

В останні роки порнографія стала більш помітною в скандинавській масовій культурі. Цей феномен зазвичай називають "порнографія в публічному просторі". Вона створила запеклі дебати у всіх країнах Північної Європи і, не в останню чергу, через це виникло занепокоєння щодо того, яким чином це впливає на дітей і молодь. Обмежені знання в цій галузі в серпні 2004 року змусили почати дослідження «Молодь, секс і порнографія» у Північному регіоні під егідою Ради міністрів Північних країн. Цей звіт об'єднує результати дев'яти національних та міжрегіональних досліджень, проведених у Данії, Фінляндії, Ісландії, Норвегії, Швеції та Фарерських островах. Окремі дослідження також зібрані в трьох окремих публікаціях: медіа-дослідження, кількісні дослідження та якісні дослідження.
У досліджені брали участь Північний Інститут Гендеру, а також регіональні дослідники. Воно було профінансовано Радою міністрів Північних країн. Дослідження тривало з серпня 2004 року по вересень 2006 року і було оброблено компанією NIKK. Це робилось у співпраці з північною дослідницькою групою на чолі з професором Сюзанною В. Кнудсеном з Університетського колледжу Вестфолл і кандидаткою наук Анетт Діна Соренсен в NIKK. Дослідницька група проекту була призначена Радою міністрів Північних країн і складалася з Лінди Естерберг (Швеція), Вігдіс Брін (Норвегія), Трін Лунд Педерсен (Данія), Марґрет Марія Сігурдардоттир (Ісландія), Віван Нікула, Аланд і Катрін Гаард (Фарерські острови).

## Журнал
NIKK magasin - назва Північного гендерного журналу, що періодично публікувався в період 2000–2011 рр. NIKK magasin писав про нові та актуальні теми, а також перспективи досліджень гендерних питань та політики гендерної рівності в країнах Північної Європи. Він видавався тричі на рік: два випуски на скандинавських мовах, одне видання англійською мовою.

## Додаткові посилання
- Офіційний вебсайт